# PGC 40096
LEDA/PGC 40096 ist eine elliptische Zwerggalaxie vom Hubble-Typ dEn im Sternbild Jungfrau nördlich der Ekliptik. Sie ist schätzungsweise 60 Millionen Lichtjahre von der Milchstraße entfernt. Die Galaxie wird unter der Katalognummer VVC 560 als Teil des Virgo-Galaxienhaufens gelistet. Wahrscheinlich bildet sie mit NGC 4313 ein gebundenes Galaxienpaar.

Im selben Himmelsareal befinden sich u. a. die Galaxien IC 3196, IC 3208, IC 3209, IC 3239.